# ستيرن هو
ستيرن هو (بالصينية: 胡士泰) (بالإنجليزية: Stern Hu)‏ هو شخصية أعمال أسترالي وصيني، ولد في 1963 في تيانجين في الصين.